# Auzeodes rufa
Auzeodes rufa là một loài bướm đêm trong họ Geometridae.